# 赤い旗を持つおばあさん
「赤い旗を持つおばあさん」（あかいはたをもつおばあさん、Бабушка с красным флагом、「ソビエト連邦の旗を持つおばあさん」（бабушка с советским флагом）および「Zおばあさん」（бабушка Z）としても知られる）は、ウクライナ・ハルキウ州へのロシアの侵攻中に、ウクライナ兵をロシア兵と間違え、赤い旗を持って彼らに近づいたウクライナ人女性のアンナ・イワノヴナ・イワノワ（ウクライナ語: Анна Іванівна Іванова、1952年7月生まれ）である。
女性の意に反して、ロシアのプロパガンダは彼女を、「ファシズムへの抵抗」、侵攻支持の象徴に仕立て上げた。この女性は壁画、壁の落書き、ポスター、はがき、彫刻、バンパーステッカー、彼女に捧げられた歌や詩、そしてマリウポリでロシア当局によって除幕された記念碑によって不滅の存在となっている。この出来事は広く世間の反響を呼び、軍事ネットミームとなった。

## 背景
アンナ・イワノヴナ・イワノワ（「旗を持ったおばあさん」）は、ハルキウ州のボルシャヤ・ダニロフカ（別名ヴェリカ・ダリニウカ）村の最奥部の民家に住んでいる。そこからさらに数キロ先にツィルクヌイの村がある。
ツィルクヌイは侵攻中のロシア軍に占領され、5月6日から7日にかけてウクライナ軍によって解放された。 ボルシャヤ・ダニロフカはずっとウクライナの管理下にあったが、砲撃を受けていたため、2月に村の通信、ガス、電気が遮断された。イワノワの家は砲撃により被害を受け、窓が割れ、スレート屋根が損傷した。村の薬局と商店は閉鎖され、わずかに残った住民のところにウクライナ人ボランティアが商品を届けに来た。
アンナ・イワノヴナは1952年7月生まれの69歳（2022年春時点で夏に70歳になった。ウラジミール・プーチンよりわずか3か月年上）。以前はエレベーターのオペレーターとして働いていた。彼女の母国語はウクライナ語で、スルジク語を話す。彼女の両親はウクライナ人で、彼女はベルゴロド出身のロシア人の夫、イワン・アレクセーヴィチ・イワノフ（1945年生まれで2022年時点で77歳）と暮らしている。 彼女には4人の子供がいたが、全員死亡している。 『Spektr』によると、イワノワは教会に深く通う人であり、ウクライナ正教会（モスクワ総主教庁系）の地方教会の教区民である。

## 映像
2022年4月初旬、ソ連国旗を掲げたイワノワが3人のウクライナ兵をロシア兵と誤認して歩み寄る映像が公開された。後にSpectrのインタビューでおばあさんが語ったところによると、鎌と槌の付いた赤旗が今でも「ロシアの象徴」（彼女はそれを国旗と呼んだ）であると確信しており、「私たちにもロシアの国旗があることを示したかった」からだという。
映像では、彼女はロシアのウラジーミル・プーチン大統領のために祈ったと話している。ウクライナ軍兵士の一人、ヴィクトル・コステンコ上級中尉が彼女からソ連国旗を取り上げ、足でそれを踏みつけた後、彼女はウクライナ軍兵士から差し出された食料のパッケージを拒否し、「両親はこの旗の為に死んだ」と答えた。コステンコは、「我々を攻撃した者、あの帝国、つまり1932年から1933年にかけて国民が餓死したソビエト連邦を再現しようとする者に対する怒り」から旗を踏んだと説明している。
イワノワは、ウクライナ兵に赤旗を掲げて近づいた理由をいくつかの方法で説明している：
1：彼らはロシア語を話しているのでロシア人だと思った。
2：おそらくロシア大統領の連絡先を持っているだろうという理由でロシア兵士のところに行ったという。女性は、おそらく兵士達からプーチン大統領に電話して、なぜ非武装のウクライナ人に対して戦争を始めたのか尋ねたかったという。
3：彼女は自分の行動に政治的な意味合いを入れておらず、彼女によれば、赤旗はソ連やロシアの国旗ではなく、「すべての家族、すべての都市、すべての共和国の愛と幸福の旗」だという。
ヴィクトル・コステンコによると、映像は劇的な瞬間（彼女が食料品の受け取りを拒否する）で終わっているが、実際にはすべてがもっと平凡だったという。兵士たちはイワノワともう少し議論して先に進み、彼女は旗を、夫は食料を拾い、彼らは家に戻った。コステンコによれば、イワノワは今でもウクライナ軍と仲良くしているという：「それから私たちはこのおばあさんと友達になり、一日おきに食べ物を持って行った」。
コステンコは映像の背景を次のように説明している：当時、ハリコフの北東郊外は盛んに砲撃を受け、村は「無人地帯」となっていた。コステンコの中隊がヴェリカヤ・ダニロフカに入った時、軍はここの家屋のほとんどが被害を受け、ほとんどの住民が残っていないことに気付いた。出て来た人々は軍の援助を受けてハルキウのより安全な地域に向けて出発した。ウクライナ軍が村に入ってから2～3日後の3月4日にソ連国旗を掲げたイワノワと出会ったという。
コステンコの携帯電話で撮影されたこの映像は、その後、テレグラムやワッツアップのグループに所属するウクライナ軍兵士らによって互いに送信されたが、誰も映像をバイラル化するつもりはなく、コステンコはインターネット上での映像の公開とは何の関係もないと断言した。ロシアの放送局「BBC」は、この映像が初めてパブリックドメインで公開された正確な場所と時期を見つけることができなかった。BBCは、これは最初に親ウクライナの公共ページに掲載されたものであり、これによりウクライナ軍が政治的見解に関係なく、すべての国内居住者に支援を提供していることが示されたと考えられると書いている。

## 利用

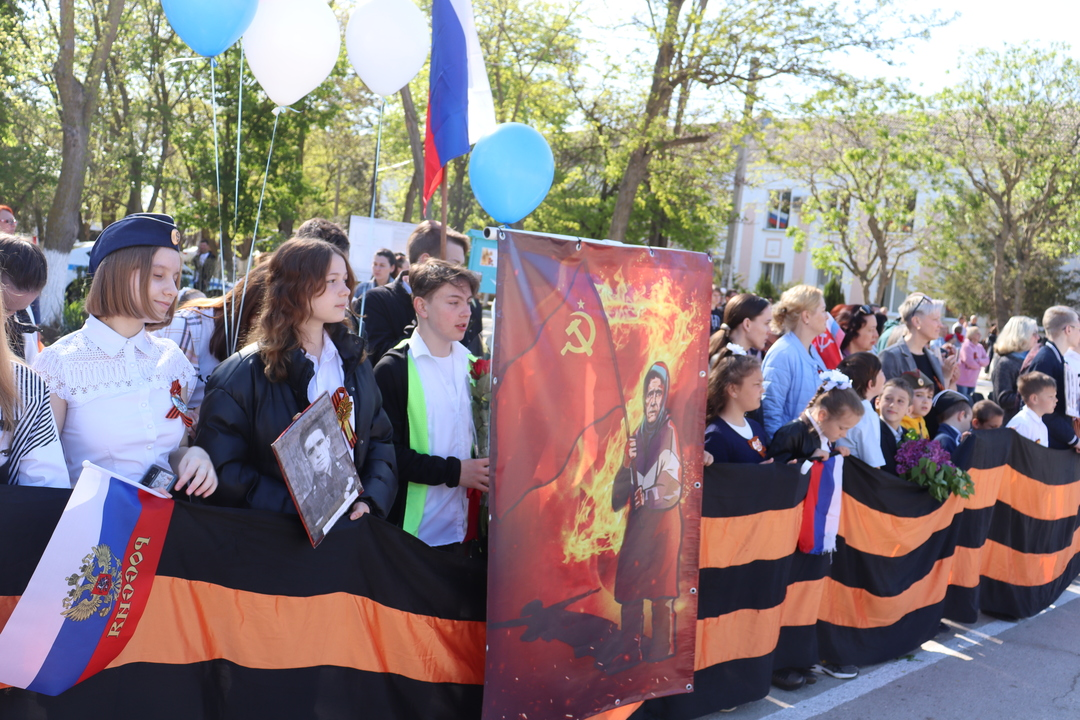
クリミアで行われた2022年の戦勝記念日のお祝いで掲げられた「赤旗を持つおばあさん」のポスター

この映像がインターネット上に公開された後、ロシアのユーザーが共有し始め、ロシアのマスメディアは映像に別の意味を与えた。この映像はすぐにロシアの宣伝活動家に取り上げられ、「ウクライナのおばあさん」に関する記事が多くのテレビチャンネルで放映され、彼女は「ソ連の旗を持ってウクライナ軍に行くことを恐れなかった勇敢な女性」と呼ばれた。ロシアのプロパガンダによれば、イワノワは「民族主義者たちに対して果敢に立ち向かった」という。自称ドネツク人民共和国情報省のダニイル・ベズソノフ副大臣は「ウクライナのろくでなしどもが、彼らをロシア兵と間違えて赤い勝利の旗を掲げて出迎えた老人と老婆のようなところにまで来た」と書いた。
4月7日、チャンネル1の朝の放送でこの映像を取り上げ、「治安部隊は人道支援物資を配布するために村に来たとされているが、ここでも人々を嘲笑する機会を逃さなかった」と映像についてコメントした。同日の3時間の放送では、司会者はより断定的に、ウクライナ軍が旗を冒涜していると非難し、「急進派は公然と年配の女性を嘲笑している」と語った。
4月12日、ロシアの国連副常任代表であるドミトリー・ポリャンスキーは国連安全保障理事会の会合で、ウクライナ出身の年金受給者について演説し、彼女を「もう一つのウクライナ」の象徴と呼び、軍事作戦のおかげでウクライナは「真の善隣」の機会を得たと述べた。

### 記念碑
その結果、映像の女性はロシアのプロパガンダの象徴となり、おばあさんの記念碑がロシアのさまざまな都市とウクライナの占領地域に建てられ、その中には標準化されたプラスチック製の記念碑も含まれていた。
ベルゴロドに建てられたイワノワの記念碑が破壊行為のため撤去を余儀なくされ、市長は住民が祖母の上に登ろうとさえしたと不満を漏らした。像は市民が「接触する機会」を持たない場所に移すことが決定された。
5月4日、ロシア軍が占領したウクライナの都市マリウポリで、イワノワのプラスチック製の記念碑 が除幕された。マリウポリを4日訪ねたロシア大統領府のセルゲイ・キリエンコ第1副長官は、アーニャおばあさんの像の除幕式に出席し、こう訴えた：「アーニャおばあさんは世代を超えて続くナチズムとファシズムとの戦いの象徴となった。いまは東部ドンバス地方の母であり、全ロシアの母でもある」。
戦勝記念日の5月9日に、（マリウポリを訪れた）赤い旗とともにイワノワの木彫像がヴォロネジの中心部に設置される。彫刻の作者はヴォロネジ出身の木彫家アレクサンダー・イフチェンコである。
モスクワ・タイムズのロシア通信は、イワノワの像が少なくとも3つ作られたと報じている。1つ目はマリウポリに設置され、除幕式には行政第一副長官のセルゲイ・キリレンコが出席した。2つ目はベルゴロドに設置されたが、撤去された（像に登る試みがあったと伝えられている）。3つ目の彫刻はヴォロネジに設置され、地元の彫刻家によって木製で作られている。モスクワ・タイムズの編集者は3人の彫刻家に連絡をとり、それぞれの場合のおおよその制作費の見積もりを依頼した。彼らによると、戦前の等身大フィギュアの製作費は約100万ルーブルで、そのうち70万ルーブルが材料費、残りが画家へのギャラだったという。 専門家らはまた、すべての彫刻は非専門家、つまり高等美術教育を受けていない人々によって作られたものであり、「これは小道具製作者の作品とより比較できる」と指摘した。

### 壁画
赤旗の年金受給者を描いた壁の落書きが、極東から黒海沿岸に至るまで、ロシア全土に現れたが、反戦スローガンとは異なり、これらの絵を禁止したり塗りつぶしたりする人はいなかった。モスクワ・タイムズは、このことは、そのような創造性が、地方自治体や連邦当局の直接的な財政的参加によらないとしても、少なくとも彼らの「暗黙の」承認によって生み出されたことを示唆していると指摘している。
5月1日夜、サンクトペテルブルクのさまざまな地区で、「赤旗を掲げたおばあさん」と書かれたポスター100枚が、様々な形式の広告物に貼られた。 「Fontanka.ru」は、「赤旗を掲げたおばあさん」と「勝利の旗の下に」という碑文が書かれたポスターが、中央地区、アドミラルテイスキー地区、ペトログラツキー地区、ヴィボルグスキー地区、沿海地方、カリーニンスキー地区、モスコフスキー地区に設置されたと書いている。同メディアによると、政府機関（地方、連邦）はこの取り組みに費用を支払っていなかったという。
モスクワ・タイムズ紙によると、2022年5月の時点で、イワノワに捧げられた少なくとも50点の絵が国内に投稿されているという。ほぼ同数の横断幕が広告看板と住宅やその他の建物の壁面に設置された。
ドネツク人民共和国はおばあさんのポストカードを発行し、ロスコスモスはロケットの車体に彼女の絵を載せた。戦勝記念日の前夜、ロシア軍のシェブロンにイワノワの肖像が掲げられ、彼女に詩が捧げられた。

### グッズ
2022年5月の時点で、グッズの範囲は、ポップソケットやステッカー、Tシャツや絵画まで多岐にわたっている。

### ミーム
この出来事は広く世間の反響を呼び、軍事ネットミームとなった。インターネットは、「新しいシンボル」の出現に即座にミームで反応した。

## 女性の発見
ロシアのメディアはイワノワの運命の問題を取り上げ、時には彼女がドネツク人民共和国の武装勢力によって「救出」されたと指摘し、時には「バルナウルの親戚」の所に連れて行かれたと主張することもあったが、実際は彼女は自分の人気を知らずにハリコフ近郊の村に住み続けた。
女性の家への襲撃の結果、窓が割れ、屋根が損傷し、ウクライナ軍は地下室も塹壕も持っていないイワノワと夫に家から退去するよう強く勧告した。コステンコは彼らを地元の教会に連れて行き、そこからボランティアがハリコフの（第8）病院に向かうのを手伝った。5月5日、ウクライナ文化情報政策省傘下の戦略的コミュニケーションセンター(CSK)は、「旗を持ったおばあさん」の名前はアンナ・イワノワであると報告した。そして、ウクライナ兵が祖母とその夫を助けたとするビデオと、彼女への短いインタビューを投稿し、その中で彼女は次のように述べた:
もちろん、ロシアがこのようなことをしたのはひどいことだ。<...>私は、ここで他には何も破壊せず、問題を平和的に解決すると言いに来たロシア人達を祝福しようと思った。
イワノワは、地元教会の教区民の協力を得たCSK職員のドミトリー・ガルコによって発見された。ウクライナ軍の反撃でロシア軍がハルキウから追い返された後、夫婦の世話をしていた軍の護衛たちは村を去り、ガルコは夫婦の後援者となった。
5月5日、ロシアのミハイル・ミジンツェフ大佐は、ウクライナ軍がハリコフ第8病院の敷地内に大砲と2つの弾薬庫を配備したと発表した。その後、砲撃の恐れからイワノフ夫妻を含む第8病院の全ての患者がハリコフ市の別の病院に緊急搬送された。
ロシアのメディアはイワノワが人質に取られた状況と受け止めた。5月7日、ロシア連邦共産党国家院議員ニーナ・オスタニナは、イワノワをハリコフからモスクワへ緊急に「避難」させることを提案した。軍事作戦を公然と支持しているコムソモリスカヤ・プラウダ紙の軍事特派員、アレクサンダー・コッツは、次のメッセージを再投稿した：「キエフはハリコフ地方からアーニャおばあちゃんを人質に取った。 同時に、彼らは「任務計画」を実行した。彼ら自身が老人の家に迫撃砲を撃ち込み、実際には何も見せなかったが、予想通り彼らはロシアを非難した」。 イワノワは、BBCロシア局のジャーナリストとの会話の中で、「人質にされているのは誰ですか？私ですか？ いいえ」と当惑して肩をすくめながら話した。
数日後、イワノワと夫は帰宅した。2022年8月現在、イワノワは自宅で暮らしているが、彼女の村は砲撃を受け続けている。
この女性がウクライナ当局に敵対していないことが明らかになった後、ロシア当局による「旗を持ったおばあさん」のイメージの宣伝は中止され、代わりにロシア軍の列を出迎えたベルゴロド州出身の6歳のアリョーシャ少年の宣伝を始めた。

## 評価
BBCロシア放送局によると、アンナ・イワノワはプーチン大統領よりわずか3か月年上であり、彼女はロシアのいたるところに貼られたほとんどのポスターに描かれている「老婦人」よりもずっと若く見えるという。
「旗を持ったおばあさん」の映像が公開された後、ウクライナのソーシャルネットワークでは「私は赤旗を持って占領者に出会った」「気の狂った老婦人」「協力者」「彼女をロシアに行かせてください」といったイワノワに対する不愉快なコメントの波で圧倒され、彼女の行動に対する評価のほとんどの論調は軽蔑的だった。そして、仲間の村人たちはイワノワを裏切り者とみなし、連絡を取ろうとしないと言う。BBCニュースは、イワノワが「親ロシア派」だとして近所の住民から避けられるようになったといわれていると報じた。
文献学者、文化史家、後期スターリン主義研究者のエフゲニー・ドブレンコによれば、「旗を持ったおばあさん」は、ロシア政権が外の世界にどのように映りたいのか、またロシア政権自身が自らをどのように見ているのかを象徴しているという：「ナチズムからの解放者たちが再び東からやって来た。そしてこのおばあさんは、まるで新しい「若い衛兵」の一部のように出てきて、恩人たちに挨拶をする」 。彼は矛盾点にも言及しており、「旗を持ったおばあさん」のイメージの人気はソ連の過去へのアピールの一例であり、その枠組みの中に、レーニンの記念碑などがある一方で、プーチンは、ウクライナ建国はレーニンが犯した歴史的間違いだと呼んでいる。

ウクライナ文化省のドミトリー・ガルコは、ロシアのプロパガンダは全てを薄っぺらいものにしてしまうといい、「ロシアは真実には無関心です。実在の人物に関心などありません。アンナさんが誰なのか、その運命はどんなものなのか、興味がないのです。もし可能ならアンナさんをさらい、ミイラにし霊堂に収めるでしょう」と述べた。